# Plant Ecology and Evolution
Plant Ecology and Evolution is een peer reviewed, diamond open access, non-profit wetenschappelijk tijdschrift dat artikelen publiceert over ecologie, fylogenie en systematiek van planten (inclusief algen, schimmels, slijmzwammen). Verwante disciplines zoals vergelijkende en ontwikkelingsmorfologie, natuurbescherming, evolutiebiologie, stuifmeel en sporen, populatiebiologie, plantengeografie en floristiek komen eveneens aan bod. Botanisch onderzoek van over de hele wereld wordt gepubliceerd, maar met de nadruk op (sub)tropisch Afrika.
De publicatie van het tijdschrift is mogelijk dankzij de steun van twee non-profit organisaties: Plantentuin Meise en de Koninklijke Belgische Botanische Vereniging. Er verschijnen drie nummers per jaargang en het wordt zowel online als op papier gepubliceerd.

## Geschiedenis
Plant Ecology and Evolution werd in 2010 geïntroduceerd als samenvoeging van Belgian Journal of Botany en Systematics and Geography of Plants. De twee uitgevers van deze tijdschriften, namelijk de Koninklijke Belgische Botanische Vereniging en Plantentuin Meise, beslisten om Plant Ecology and Evolution samen uit te geven waardoor de onafhankelijkheid van commerciële uitgevers wordt gewaarborgd. Deze fusie werd ingegeven door het feit dat beide tijdschriften een meer internationaal publiek begonnen aan te trekken en omdat hun werkveld grotendeels begon te overlappen. Beide tijdschriften hadden een focus op tropisch Afrikaanse plantkunde en Belgian Journal of Botany evolueerde geleidelijk van een tijdschrift voor algemene plantkunde naar een tijdschrift voor veldbotanie. De eerste hoofdredacteur van Plant Ecology and Evolution was Elmar Robbrecht (2010-2020), die ook hoofdredacteur was van Systematics and Geography of Plants. De huidige hoofdredacteur is Brecht Verstraete (2020–).

### Belgian Journal of Botanyen eerdere titels
Het tijdschrift begon als Bulletins de la Société royale de Botanique de Belgique in 1862, hetzelfde jaar als de oprichting van de Koninklijke Belgische Botanische Vereniging, en was bedoeld als tijdschrift voor de leden van de vereniging. Het publiceerde oorspronkelijk een mix van zaken die verband hielden met de vereniging (statuten, ledenlijsten, notulen van vergaderingen, enz.) en wetenschappelijke bijdragen, voornamelijk van Belgische leden. Het internationale bereik van het tijdschrift groeide geleidelijk in de 20ste eeuw, wat leidde tot de beslissing om in 1990 de titel te veranderen naar Belgian Journal of Botany. In de eerste decennia van het bestaan van het Bulletin was het niet altijd duidelijk wie verantwoordelijk was voor het redactiewerk. De eerste duidelijk genoemde redacteuren ("secrétaire des publications") waren François Crépin (jaargangen 6–13, 1867–1874) en Alfred Cogniaux (jaargang 14, 1875 en jaargangen 51–53, 1910–1914). De speciale jaargang 50 (1909) is uitgegeven door Jean Chalon. De redactie is volledig duidelijk vanaf 1949, toen het tijdschrift werd beheerd door André Lawalrée (1949–1969), Pierre Compère (1970–2002) en Olivier Raspé (2003–2009).
Titel geschiedenis
- Jaargangen 1–5 (1862–1866): Bulletins de la Société royale de Botanique de Belgique
- Jaargangen 6–113 (1867–1980): Bulletin de la Société royale de Botanique de Belgique
- Jaargangen 114–122 (1981–1989): Bulletin de la Société royale de Botanique de Belgique / Bulletin van de Koninklijke Belgische Botanische Vereniging
- Jaargangen 123–142 (1990–2009): Belgian Journal of Botany
- Jaargangen 143– (2010–): Plant Ecology and Evolution

### Systematics and Geography of Plantsen eerdere titels
Op initiatief van Théophile Durand begon de Jardin botanique de l’État in Brussel in 1902 met het publiceren van een bulletin met allerlei informatie over het onderzoek in de tuin. Het Bulletin du Jardin Botanique de l'État à Bruxelles werd voortgezet door Émile De Wildeman, Walter Robyns, Fernand Demaret, Roland Doornik (1967–1972), André Robyns (1973–1998) en Elmar Robbrecht (1999–2009). In de loop van de 20ste eeuw ontwikkelde het zich tot een internationaal tijdschrift gewijd aan de systematiek van alle planten en schimmels, maar ook aan verwante disciplines zoals fytogeografie, evolutie, vergelijkende morfologie, pollen en sporen, en vegetatiestudies. Een compleet overzicht van de geschiedenis van het tijdschrift is gepubliceerd in het 100-jarig jubileumnummer.
Titel geschiedenis
- Jaargangen 1–5 (1902–1919): Bulletin du Jardin Botanique de l’État à Bruxelles
- Jaargangen 6–14 (1919–1937): Bulletin du Jardin Botanique de l’État (Bruxelles)
- Jaargangen 15–36 (1938–1966): Bulletin du Jardin Botanique de l’État (Bruxelles) / Bulletin van de Rijksplantentuin (Brussel)
- Jaargangen 37–67 (1967–1998): Bulletin du Jardin Botanique National de Belgique / Bulletin van de Nationale Plantentuin van België
- Jaargangen 68–79 (1999–2009): Systematics and Geography of Plants